# Paratuga kehrt zurück
Paratuga kehrt zurück ist der Titel eines Buches von Jürg Federspiel. Es erschien erstmals 1973 bei Luchterhand.

## Inhalt
Paratuga kehrt zurück ist eine Sammlung von vier Kurzgeschichten und einem Dramatext. Dabei tritt eine Paratuga genannte literarische Figur in Erscheinung, die als „Halbfreund“ bezeichnet wird. Charakteristisch für diese Sorte Mensch sei es, dass diese sowohl Glück als auch Pech des Gegenübers mitgeniessen wollten. Der Literaturkritiker Dieter Bachmann sieht in Paratuga ein Alter Ego des Autors.

### Hitlers Tochter
Die Geschichte spielt in einer chinesischen Wäscherei in New York. Federspiels fiktiver Halbfreund Paratuga stellt diesem Emily, eine Papeterieverkäuferin als ‚Hitlers Tochter‘ vor. Als Federspiel Emily interviewt, erklärt sie ihm, dass das Zusammentreffen ihrer zukünftigen Eltern indirekt Hitler geschuldet war.

### Ein Erdbeben in meiner Familie
Federspiel denkt über ein Zitat nach, das besagt, je länger man zeitlich einem vergangenen Erdbeben entfernt sei, umso näher sei man dem nächsten. Er diskutiert auch in San Francisco  mit seinem Halbfreund Paratuga darüber. Als er in die Schweiz zurückkehrt, findet Federspiel in seinem Briefkasten die Mahnungen der Universitätsbibliothek Basel für die entlehnten seismologischen Fachbücher. Kurz darauf ereignet sich in den USA ein Erdbeben.

### Der Türke
In einem Gespräch mit Paratuga kommt Federspiel auf eine Mordserie in der Schweiz zurück. Dort hatte ein Türke mehrere alte Frauen zu Tode gekitzelt.

### Paratuga kehrt zurück
Paratuga stellt seine Pläne für ein Drehbuch vor. Nachdem er zuerst einen Film über Kannibalismus drehen wollte, hat er sich nun entschieden, einen alten Mann in Albuquerque zu porträtieren, der in seinem Garten Wassermelonen anbaut, nur damit sie die Kinder aus der Nachbarschaft stehlen können.

### Paratuga GmbH
In einem dramatischen Text unterhält sich die fiktive Figur Paratuga mit einem Herrn Heim über Themen aus der Boulevardpresse. Kurz danach stirbt ein Sohn Heims. Paratuga, Guyan und Anna, eine Verwandte des Toten, treffen sich in einem Hotelzimmer. „Paratuga: Das Volk will Fußball, Kreuzworträtsel oder Krieg. Deshalb ist jede Politik richtig. Anna: Warum ist mir der Tod meines Schwagers so gleichgültig? Paratuga: Miserabler Autofahrer.“

## Kritik
„Paratuga, soviel ist klar, ist ein Rätsel, für das es keine Auflösung gibt, auch für den Autor Jürg Federspiel nicht; an solche Rätsel aber sind wir nicht gewöhnt. Wir sind als Leser darin geübt, einen Text so lange zu befragen, bis wir ihn ‚begriffen‘ haben, deshalb widersteht uns eine Prosa, bei der das Begreifen schnell an eine Grenze kommt. Gerade die Erfahrung dieser Unübersteigbarkeit aber ist es, was Federspiel in seinem Paratuga anbietet.“

### Ausgaben
- Jürg Federspiel: Paratuga kehrt zurück. Luchterhand, Darmstadt und Neuwied 1973 (Erstausgabe), ISBN 3-472-86338-2.